# Metasphaeria graminum
Metasphaeria graminum är en svampart som först beskrevs av Pier Andrea Saccardo, och fick sitt nu gällande namn av Pier Andrea Saccardo 1883. Metasphaeria graminum ingår i släktet Metasphaeria och familjen Dothioraceae.   Inga underarter finns listade i Catalogue of Life.